# 세븐스 드래곤 (비디오 게임)
세븐스 드래곤(セブンスドラゴン, 7th Dragon)은 이미지포치가 개발하고 세가가 일본에서 2009년 3월 5일에 출시한 닌텐도 DS용 롤플레잉 비디오 게임이다. 이 게임은 다른 지역에서는 출시되지 않았다. 그러나 2014년에 영어 팬 번역이 완료되었다.

## 스토리
세븐스 드래곤은 하이 판타지 세계 에덴을 배경으로 한다. 에덴의 80%는 7마리의 드래곤이 이끄는 다양한 환상의 파충류가 지배하며, 인간에 대한 그들의 적의는 사회를 위협한다. 플레이어는 7마리의 드래곤을 제거하고 인류를 구해야 하는 사냥꾼의 역할을 맡는다.

## 게임플레이
플레이어는 여정을 시작할 때 마법사, 공주, 도적, 기사, 사무라이, 격투가 또는 치유사의 클래스 중에서 자신만의 캐릭터를 생성할 수 있다. 전투 외에서는 캐릭터가 오버월드를 위에서 본 시점으로 이동하는 것으로 보이며, 전투는 각 캐릭터가 적을 공격하는 모습을 보여주는 측면 시점으로 보인다.

## 개발
이 게임은 코다마 리에코가 프로듀싱했고, 디자인 팀은 작곡가 고시로 유조, 캐릭터 디자이너 모타, 그리고 몬스터 디자이너 야마모토 아키후미로 구성되어 있다. 프로젝트의 지휘는 트라우마 센터와 세계수의 미궁 시리즈의 첫 작품 디렉터인 카즈야 니이노가 맡았다.

## 평가
패미통 일본 잡지는 세븐스 드래곤에 9/8/8/8, 총 40점 만점에 33점을 부여했다. 이 게임은 출시 주에 8만 장이 팔려 두 번째로 많이 팔린 게임이었다. 다음 주에는 추가로 22,000장이 판매되었다.

## 후속작
스핀오프 후속작인 세븐스 드래곤 2020은 2011년 11월 23일 플레이스테이션 포터블용으로 일본에서 출시되었다. 이 작품부터 시리즈의 캐릭터 디자인은 일본 만화가 미와 시로가 담당했다. 폴리곤 그래픽을 특징으로 하며, 종말 이후 도쿄도를 배경으로 하는 근미래인 2020년에 드래곤이 도시를 침략한 내용을 다루고 있다. 이 게임은 사무라이를 제외하고 현대에 맞춰 개편된 새로운 클래스를 특징으로 한다. 보컬로이드 하츠네 미쿠는 게임의 공식 협업 요소로 등장하여 오프닝 테마곡 시퀀스뿐만 아니라 선택적 DIVA 모드 리믹스 곡의 음성 제공자 역할을 했다.
세븐스 드래곤 2020의 후속작인 세븐스 드래곤 2020-II는 2013년 4월 18일 일본에서 플레이스테이션 포터블용으로 출시되었다. 하츠네 미쿠는 게임에서 플레이할 수 없는 캐릭터로 다시 등장했으며, 새로운 아이돌 클래스와 DIVA 모드 옵션의 복귀도 특징으로 한다. DIVA 모드 옵션은 게임 내 모든 배경 음악을 하츠네 미쿠가 노래하는 것으로 변경한다.
세 번째이자 마지막 후속작인 세븐스 드래곤 III 코드: VFD는 이전 두 게임보다 80년 후인 2100년을 배경으로 하며, 인류를 파멸시킬 일곱 번째 신성 드래곤의 각성으로부터 인류를 구하기 위해 노덴스 코퍼레이션이 드래곤 크로니클을 완성하려는 시도를 다룬다. 닌텐도 3DS eShop에서 데모가 제공되었으며, 정식 게임은 2015년 10월 15일에 출시되었다. 이 게임은 2016년 7월 12일 북미에서 출시되었다. 게임 출시 후 세가는 출시 몇 주 안에 세 차례의 다운로드 콘텐츠를 받을 것이라고 발표했다. 이 게임은 연말에 유럽에서도 출시될 것이라고 발표되었다. 2019년 11월 27일, 비디오 게임과 동일한 캐스트로 구성된 코드: VFD 드라마 CD가 출시되었다.